# May God and your will land you and your soul miles away from evil
May God and your will land you and your soul miles away from evil (en español, Que Dios y tu voluntad te lleven a ti y a tu alma a millas de distancia del mal) es el único LP de la banda de rock peruano Pax, lanzado en 1972 bajo el sello Sono Radio.
Grabado por Manuel Bellido en el "Estudio de Radio 1" en Lima. Todos los temas del disco son en inglés y cuenta con 8 temas originales. Grabado en sonido estereofónico de 33 RPM.
El disco fue relanzado como CD en 1982 (UK y Europa), 1988 (EUA), 2006 por Walhalla Records (Alemania).
La idea de la portada fue hecha por el baterista (Miguel Flores), para dar un mensaje subliminal en contra de la dictadura militar (Velasco Alvarado) que gobernó el país en ese momento.

## Lista de canciones

### Edición original de 1972
- Lado A

1. A Storyless Junkie
2. Rock An' Ball
3. Green Paper (Toilet)
4. Sittin' On My Head

- Lado B

1. Deep Death
2. For Cecilia
3. Pig Pen Boogie
4. Shake Your Ass

## Integrantes
- Jaime "Pacho" Orue Moreno - Voz
- Pico Ego Aguirre - Guitarra principal, Guitarra acústica , Órgano y Coros
- Mark Aguilar - Bajo y Piano
- Miguel Flores - Batería y diseño de portada principal
- "Don Camillo" - Diseño de portada trasera
- Manuel Bellido - Ingeniero de sonido
- Carlos Aramburú - Fotografía interior
- Productor - PAX

## Rediciones no oficiales
En muchas reediciones de disqueras europeas incluyen los discos de 45 r. p. m. grabados por la banda antes y otras después del LP original los temas son : "Firefly" , "Resurrection Of The Sun" , "Smoke Of The Water" (Deep Purple) , "Exorcism" , "Dark Rose" (Brainbox) , "Radar Love" ( Golden Earring) y Mr. Skin (Spirit) .